# Včera
Včerejšek (ve větách obvykle jako příslovce včera) je označení pro den předcházející dnešku, právě probíhajícímu dni. V přeneseném významu může označovat i více vzdálenou minulost (viz sekce Přísloví). Včerejšku předchází předvčerejšek.

## Etymologie
Příslovce včera vzniklo ze starší podoby sedmého pádu slova večer, jež zněla večerá (současnosti nejbližší část předešlého dne hned po noci). Z tohoto slova bylo příponou -ejší utvořeno přídavné jméno včerejší, a z něj pak další příponou -ek podstatné jméno včerejšek (podobný slovotvorný postup lze vysledovat i u slov dnešek a zítřek).

### Další jazyky

#### Slovanské jazyky
Ve většině slovanských jazyků je slovo označující den předcházející dnešku podobné českému včera. Níže je uvedeno několik příkladů.
- slovenština – včera
- polština – wczoraj
- srbština – јуче [juče]

#### Germánské jazyky
- angličtina – yesterday
- němčina – gestern
- švédština – Igår

#### Románské jazyky
- latina – heri
- francouzština – hier
- španělština – ayer

## Kultura

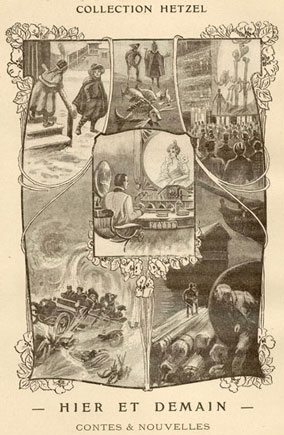
Titulní strana knihy Včera a zítra

### Knihy
- Včera a zítra je sbírka novel a povídek francouzského spisovatele Julese Verna, vydaná až po jeho smrti synem Michelem v roce 1910.

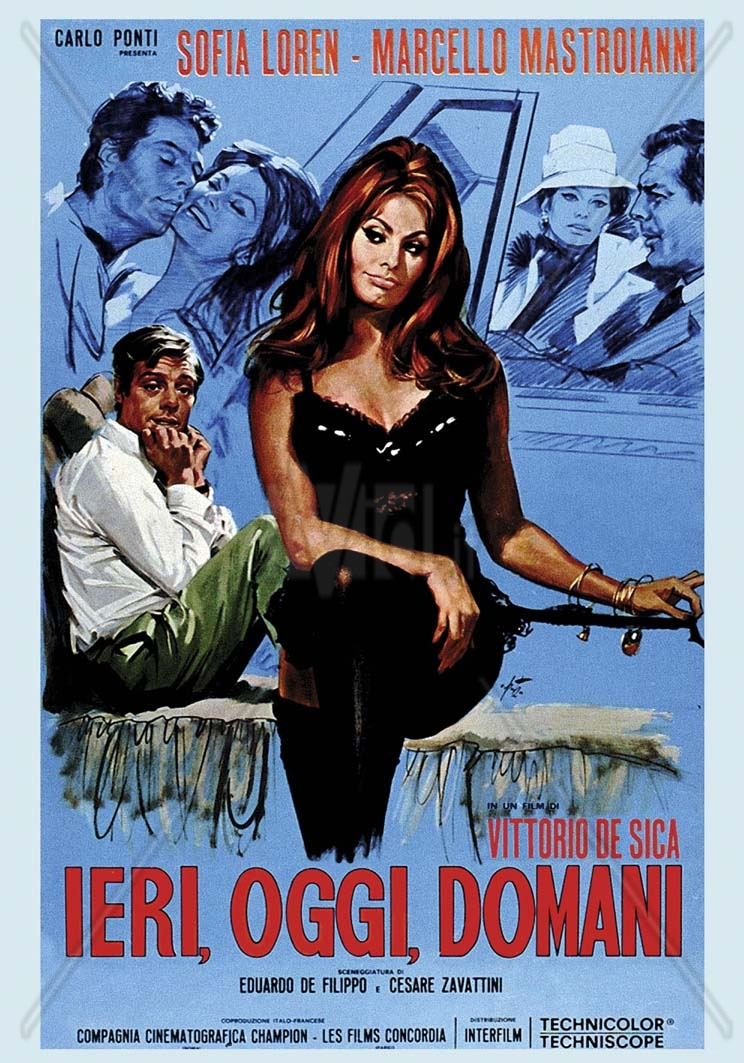
Plakát filmu Včera, dnes a zítra v italštině

- V zemi, kde zítra již znamená včera (1932) je propagandistická sbírka reportáží Julia Fučíka z cesty po Sovětském svazu

### Filmy
Příslovce včera je často dosazováno do názvů filmů a seriálů, např.:
- Včera, dnes a zítra – italsko-francouzská komedie z roku 1963; tento film se stal hlavním prvkem stejnojmenné komediální scénky Felixe Holzmanna
- Zítra bude včera – devatenáctý díl první řady seriálu Star Trek z roku 1967
- Probudím se včera – česká filmová sci-fi komedie z roku 2012
- Včera narození – americká filmová komedie z roku 1950
- Včera v noci – francouzsko-americký dramatický film z roku 2010

### Písně
Yesterday je jeden z největších hitů britské kapely The Beattles.
Včera neděle byla je název výběrové LP desky od divadla Semafor.

### Přísloví
Slovo včera se dostalo i do českého přísloví Koho včera oběsili, k tomu se dnes modlí. Pochází ze satirické básnické skladby Křest svatého Vladimíra, jejímž autorem je K. H. Borovský.